# Яковлев, Владимир Андрианович
Владимир Андрианович Яковлев (1930—2008) — советский и российский музыкант-домрист, композитор, народный артист России (1996), солист Москонцерта.

## Биография
Владимир Яковлев родился в 1930 году. Он окончил Московский государственный институт культуры. В последующие годы в качестве домриста выступал с сольными концертами в разных городах Советского Союза (это были совместные гастроли с оркестром народных инструментов имени Осипова), участвовал во всемирных фестивалях молодежи и студентов, на которых неоднократно становился лауреатом. Гастролировал в США, Канаде, ряде стран Европы. Он играл на домре с добавленной нижней струной «си», благодаря чему мог позволить себе очень широкий репертуар; рецензенты отмечали «необычайное богатство тембровых красок» в музыке его исполнения. В 1970-е годы Яковлев начал работать вместе с гитаристом Борисом Окуневым: он понял, что звучание гитары лучше сочетается с домрой, чем звуки фортепиано. Вместе музыканты записали пластинку, выпущенную фирмой «Мелодия».
Яковлев сам писал музыку — создавал оригинальные произведения, новые обработки классических мелодий и русских народных песен. Самая известная его работа — «Озорные наигрыши», мелодии, созданные для оркестра народных инструментов. За свои заслуги музыкант получил звание народного артиста России.